# (2858) Carlosporter
(2858) Carlosporter (1975 XB; 1971 MJ; 1977 DW4) ist ein ungefähr vier Kilometer großer Asteroid des inneren Hauptgürtels, der am 1. Dezember 1975 am Cerro El Roble-Observatorium auf dem Cerro El Roble im Nationalpark La Campana in der Región de Valparaíso in Chile (IAU-Code 805) entdeckt wurde. Er gehört zur Baptistina-Familie, einer Gruppe von Asteroiden, die nach (298) Baptistina benannt ist.

## Benennung
(2858) Carlosporter wurde nach dem chilenischen Zoologen Carlos Porter (1867–1942) benannt, der Direktor des Valparaíso-Museums war. Von 1911 bis 1928 leitete er die Abteilung für wirbellose Tiere im Naturkundemuseum Santiago de Chile.